# Batalha de Hīt (2016)
Batalha de Hit de 2016, também conhecida como Operação Desert Lynx, foi uma ofensiva lançada pelo governo iraquiano durante a ofensiva de Anbar, com o objetivo de recapturar a cidade de Hīt e o Distrito de Hīt do Estado Islâmico. Depois que as forças iraquianas recapturaram a cidade de Ramadi, Hīt e Fallujah eram as únicas cidades ainda sob o controle do Estado Islâmico na província de Al Anbar. As forças iraquianas recapturariam totalmente Hīt e o restante do Distrito de Hīt em 14 de abril de 2016.